# Sayuri Anzu
Sayuri Anzu (jap. 杏 さゆり, Anzu Sayuri; * 20. September 1983 in Yokohama, Präfektur Kanagawa als Sayuri Sasaki (佐々木 さゆり, Sasaki Sayuri)) ist ein japanisches Idol, Fotomodell, Schauspielerin und Sängerin.

## Leben und Wirken
Sayuri Anzu hat einen Abschluss der Kanagawa Prefectural Nagaya Highschool. Im Jahr 2000 erreichte sie einen vierten Platz beim 5. Miss Magazine/Miss Young Magazine Grand Prix. Sie veröffentlichte mehrere Idol-Fotobücher und DVDs. Bekannt ist sie in Japan aus dem Sprachlernprogramm 100語でスタート!英会話 des Fernsehsenders NHK im Jahr 2004, für das sie auch das Titellied sang, sowie durch Gastauftritte in verschiedenen japanischen Fernsehserien, Kinofilmen und Werbespots. Seit 2008 spielte sie außerdem in mehreren historischen Theaterstücken mit.

## Videoalben
- fine. (2001)
- D-splash (2001)
- ファイナル・ビューティー (2002)
- Deapurture (2002)
- Flower (2002)
- anzu n’ roses (2003)
- あんず Candy (2003)
- 閲覧 ~etsuran〜 (2004)
- Wind Of Anzu (2005)
- 杏の挑戦 (2005)
- Evolution (2007)

## Fotobücher
- anzu/anzusayuri (2001)
- Departure (2002)
- 水着ファイター Evolutions〜anzu’ roses (2003)
- あんずDrops (2003)
- &Zoo (2004)
- in Thailand (2005)
- Charm (2005)
- 月刊シリーズ 月刊 杏さゆり (2006)